# Caldera de los Valles
La caldera de los Valles (en inglés: Valles Caldera) (o caldera [de] Jémez, Jemez Caldera) es una caldera volcánica de 22 km de ancho en las montañas Jémez del norte de Nuevo México. Aguas termales, arroyos, fumarolas, filtraciones de gas natural y cúpulas volcánicas salpican el paisaje del suelo de la caldera. El punto más alto de la caldera es el pico Redondo, un domo de lava resurgente de 3430 m ubicado completamente dentro de la caldera. También dentro de la caldera hay varios valles de pasto, siendo el mayor Valle Grande, el único accesible por un camino pavimentado. Gran parte de la caldera se encuentra dentro de la Reserva Nacional Caldera de los Valles (Valles Caldera National Preserve), una unidad del Sistema de Parques Nacionales. En 1975, la caldera de los Valles fue designada como hito natural nacional por el Servicio de Parques Nacionales.

## Historia
El uso de caldera de los Valles se remonta a la prehistoria: se han descubierto puntas de lanza que datan de hace 11 000 años. Varias tribus nativas americanas frecuentaban la caldera, a menudo estacionalmente, para cazar y obtener obsidiana, que se usaba como puntas de lanza y de flechas. La obsidiana de la caldera era comercializada por algunas tribus en gran parte del Suroeste. Finalmente, los colonos españoles y posteriormente mexicanos, así como los navajos y otras tribus, llegaron a la caldera estacionalmente para pastar con enfrentamientos e incursiones periódicas. Más tarde, cuando Estados Unidos adquirió Nuevo México como parte del Tratado de Guadalupe Hidalgo en 1848, la caldera se convirtió en el telón de fondo de las guerras indias con el Ejército de los Estados Unidos. Casi al mismo tiempo, comenzó el uso comercial de la caldera para la ganadería y sus bosques para la tala.

### Rancho Baca
La caldera pasó a formar parte del rancho Baca en 1876. Los Bacas eran una familia adinerada a la que se les dio la tierra como compensación por la terminación de una subvención otorgada a su familia cerca de Las Vegas, en el noreste de Nuevo México. El gobierno de los Estados Unidos también le dio a la familia varios paquetes más, incluido uno en Arizona. Esta zona, de 40 000 ha, fue denominada Territorio Baca n.° 1. Desde entonces, la tierra ha pasado por una serie de intercambios entre propietarios privados y empresas comerciales. En particular, fue propiedad de Frank Bond en la década de 1930. Bond, un empresario con sede en la cercana Española, pastoreó hasta 30 000 ovejas en las calderas, sobreexplotando significativamente la tierra y causando daños de los que las cuencas hidrográficas de la propiedad aún se están recuperando.
La tierra fue comprada por la familia Dunigan de Abilene (Texas), en 1963. Sin embargo, Pat Dunigan no obtuvo los derechos de madereo, y la Compañía de Madera de Nuevo México registró gran parte de la propiedad, dejando la tierra marcada con carreteras y eliminando cantidades significativas de madera vieja de abeto douglas y pino ponderosa. Dunigan compró los derechos de la madera en la década de 1970 y ralentizó la tala. Negoció sin éxito con el Servicio de Parques Nacionales y el Servicio Forestal de los Estados Unidos para la posible venta de la propiedad en la década de 1980.

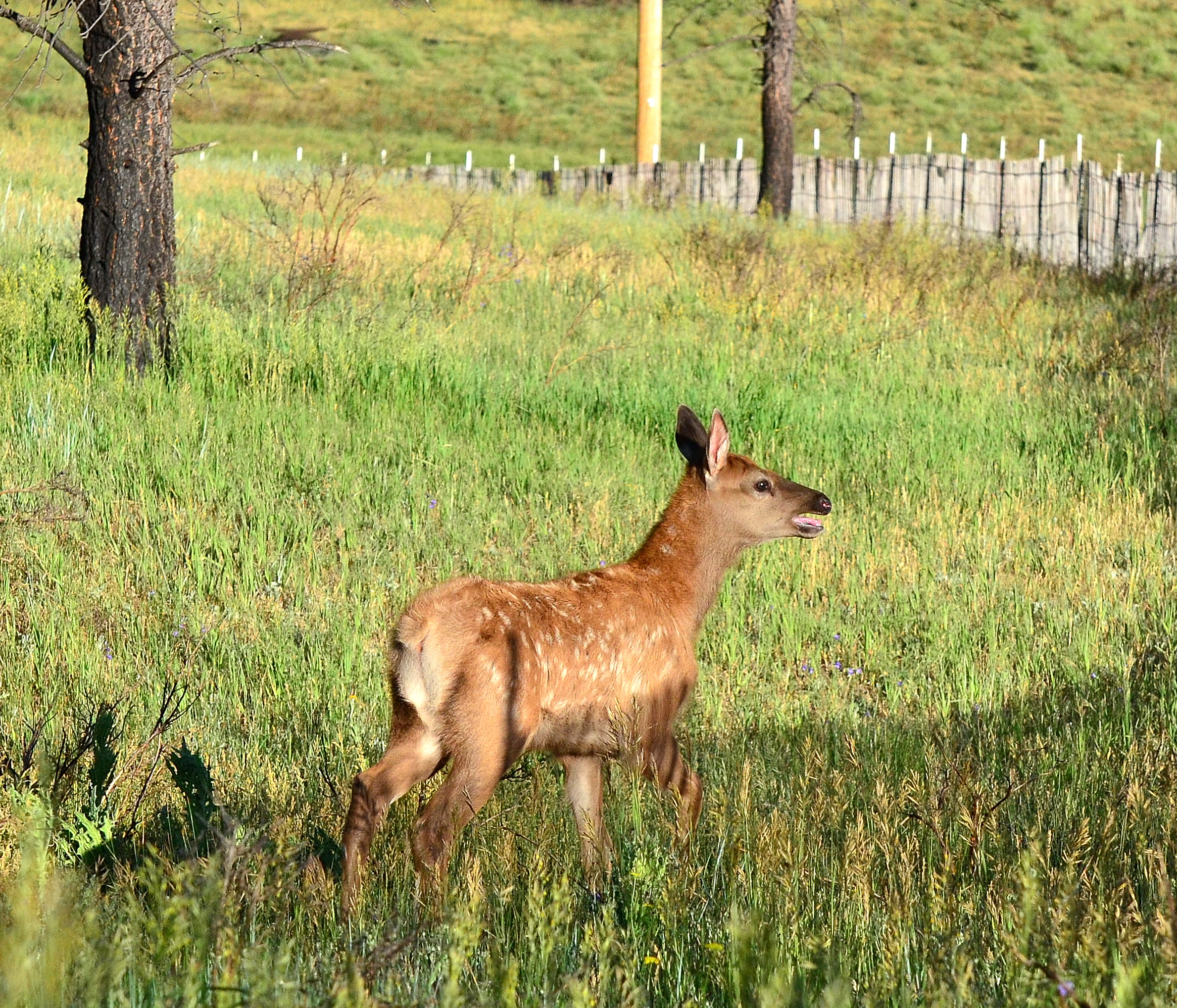
Ante Calf en el valle Grande, 2012

### Reserva Nacional Valles Caldera
La ley de Preservación de Valles Caldera de 2000, firmada por el presidente Clinton el 25 de julio de 2000, creó la Reserva Nacional Valles Caldera (VCNP, por sus siglas en inglés). La legislación preveía la compra federal de este rancho histórico ubicado dentro de una caldera volcánica, con fondos provenientes del Fondo de Conservación de Tierras y Aguas (LWCF) derivados de regalías que recibe el gobierno de los Estados Unidos por la perforación de petróleo y gas natural en alta mar. La familia Dunigan vendió toda la superficie de la propiedad de 380 km² y siete octavos de la propiedad de minerales geotérmicos al gobierno federal por 101 millones de dólares. Como algunos sitios del rancho Baca son sagrados y de importancia cultural para los nativos americanos, 20 km² de la compra fueron obtenidos por el Pueblo de Santa Clara, que limita con la propiedad al noreste. Esto incluye las cabeceras del arroyo Santa Clara, que es sagrado para el pueblo. En la esquina suroeste de la tierra, 1,2 km² iban a ser cedidos al monumento nacional Bandelier.

### Incendios forestales de 2011
En julio de 2011, el incendio de Las Conchas se inició con una línea eléctrica en un terreno privado cercano, quemando 120 km² de la Reserva Nacional Valles Caldera. El incendio forestal quemó un total de 640 km² en la sierra de Jémez, incluida la mayor parte del vecino monumento nacional Bandelier.

## Geología y ciencia

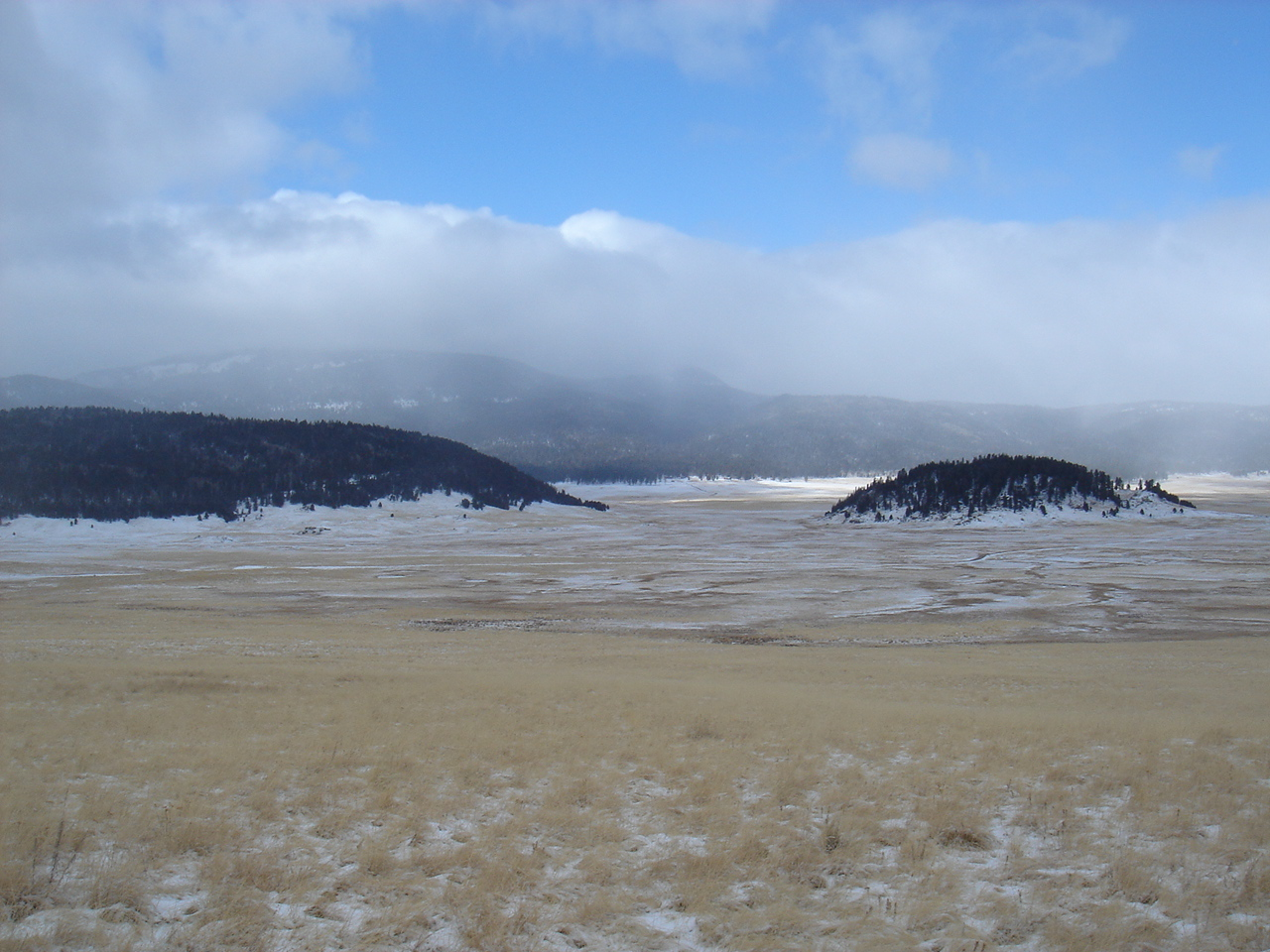
Cerro la Jara (derecha) en el Valle Grande durante invierno

El borde topográfico circular de la caldera mide 22 km de diámetro. La caldera y las estructuras volcánicas circundantes son uno de los complejos de caldera más estudiados en los Estados Unidos. Los estudios de investigación se han referido a los procesos fundamentales del magmatismo, los sistemas hidrotermales y la deposición de menas. Se han examinado casi 40 núcleos profundos, lo que ha dado lugar a una gran cantidad de datos del subsuelo.
La caldera de los Valles es la más joven de las dos calderas conocidas en este lugar, ya que se derrumbó y enterró la antigua caldera de Toledo, que a su vez puede haberse derrumbado sobre calderas aún más antiguas. El campo volcánico asociado de Cerros del Río, que forma la meseta oriental de Pajarito y la Caja del Río, es más antiguo que la caldera de Toledo. Las calderas de Toledo y de los Valles se formaron durante las erupciones hace 1,61 y 1,25 millones de años, respectivamente. La erupción de Toledo que formó la caldera emplazó al miembro Otowi de la toba Bandelier hace 1,61 millones de años, que se puede ver a lo largo de las paredes  del cañón al oeste de la caldera de los Valles, incluido el cañón de San Diego. El miembro más joven de Tshirege de la toba Bandelier se formó durante la erupción de Valles Caldera hace 1,25 millones de años. La toba Bandelier de color naranja claro, ahora erosionada y expuesta de estos eventos, crea las impresionantes mesas de la meseta del Pajarito.
La Caldera de los Valles es el lugar tipo de una caldera de cúpula resurgente, cuya formación fue desarrollada por primera vez por C.S. Ross, R.L. Smith y R.A. Bailey durante el trabajo de campo en los Valles en la década de 1960. Después de la erupción inicial de formación de caldera en Valles, la cúpula resurgente del pico Redondo se levantó a partir de hace alrededor de 1 millones de años. La erupción de los domos de lava riolítica del foso se produjo desde hace aproximadamente 1,04 millones de años hasta hace 0,13 millones de años a lo largo de una zona de fractura de anillo estructural. La pumita de El Cajete, ignimbrita de Battleship Rock y el flujo de obsidiana de Banco Bonito fueron emplazados durante la erupción más joven de la caldera de los Valles, hace unos 68 300±1500 años. La caldera y el área circundante continúan siendo moldeadas por la actividad volcánica en curso. Las investigaciones sísmicas muestran que una zona de baja velocidad se encuentra debajo de la caldera, lo que sugiere la presencia de derretimiento parcial dentro de una cámara de magma restante entre 5 y 15 km de profundidad. Actualmente existe un sistema geotérmico activo con fuentes termales y fumarolas.  Estas calderas y estructuras volcánicas asociadas se encuentran dentro del campo volcánico Jémez. Este campo volcánico se encuentra en la intersección de la grieta del Río Grande, que corre de norte a sur a través de Nuevo México, y el lineamiento de Jémez, que se extiende desde el sureste de Arizona al noreste hasta el oeste de Oklahoma. La actividad volcánica aquí está relacionada con los movimientos tectónicos de esta intersección.

La NASA usó la caldera de octubre a noviembre de 1964 y nuevamente en septiembre de 1966 para entrenar geológicamente a los astronautas del Apolo en el reconocimiento de características volcánicas, como tobas de flujo de ceniza, cascadas de piedra pómez y domos de riolita. Entre los instructores había geólogos notables como Roy Bailey.

## Clima
Según la clasificación climática de Köppen, la caldera de los Valles tiene un clima subártico (Dfc), con inviernos fríos y veranos suaves. La caldera está sujeta a fuertes inversiones de temperatura, lo que provoca noches muy frías durante todo el año y una gran variación de temperatura diurna.

## Potencial fuente de energía geotérmica
Las propiedades volcánicas de la caldera de los Valles la convierten en una fuente probable de energía geotérmica renovable y no contaminante. Sin embargo, algunas personas se oponen al desarrollo de la energía geotérmica, considerándola destructiva para su belleza escénica, uso recreativo y de pastoreo. Se desconoce su impacto en las aguas termales y los acuíferos de abastecimiento, ya que las experiencias de otros proyectos geotérmicos anteriores demostraron que la producción de fluidos de yacimientos había tenido impactos dramáticos en las características térmicas de la superficie.
En la caldera de Valles se iniciaron los primeros experimentos sobre el desarrollo de un sistema geotérmico mejorado (Enhanced geothermal system, EGS) o un sistema geotérmico de roca seca caliente (Hot-dry-rock, HDR). Comenzaron en 1974, a cargo del Laboratorio Nacional de Los Álamos, en el embalse de Fenton Hill, aproximadamente a 3 km al oeste de la caldera de Valles. Originalmente, el sitio de Fenton Hill fue elegido como un laboratorio de EGS con la esperanza de que la proximidad a la caldera de los Valles aumentaría la temperatura del lecho rocoso, lo que requeriría menores profundidades de perforación. Sin embargo, la abundancia de fluidos hidrotermales descargados de la caldera cercana resultó en una alteración hidrotermal de las rocas en profundidad, debilitando la naturaleza sellada del reservorio. El experimento HDR de Fenton Hill finalmente se abandonó en 1998. Los experimentos de Fenton Hill demostraron que un potencial reservorio de EGS debe caracterizarse por una roca de basamento cristalina de baja permeabilidad sin fallas o juntas activas. 
De 1959 a 1983, se perforaron aproximadamente 40 pozos geotérmicos exploratorios en Redondo Creek Graben como parte del campo geotérmico Baca, una operación conjunta del Departamento de Energía de los Estados Unidos y la Union Oil Company of California. A pesar de medir una temperatura máxima de 342 °C y con una capacidad de producción probable de 20 MWe, el campo geotérmico era demasiado pequeño para ser rentable económicamente. Se perforaron tres núcleos científicos en la caldera de los Valles a mediados de la década de 1980 como parte del «Programa Continental de Perforación Científica de los Estados Unidos» para analizar la química de los fluidos geotérmicos y la presencia de un casquete dominado por vapor en la región de Sulphur Springs. La temperatura máxima del fondo del pozo medida durante la perforación fue 295 °C. En general, el reservorio geotérmico en Caldera de los Valles está dominado por líquidos en lugar de vapor y tiene una química de fluido de cloruro neutro con una temperatura máxima por debajo de 300 ºC. 

## Recreación

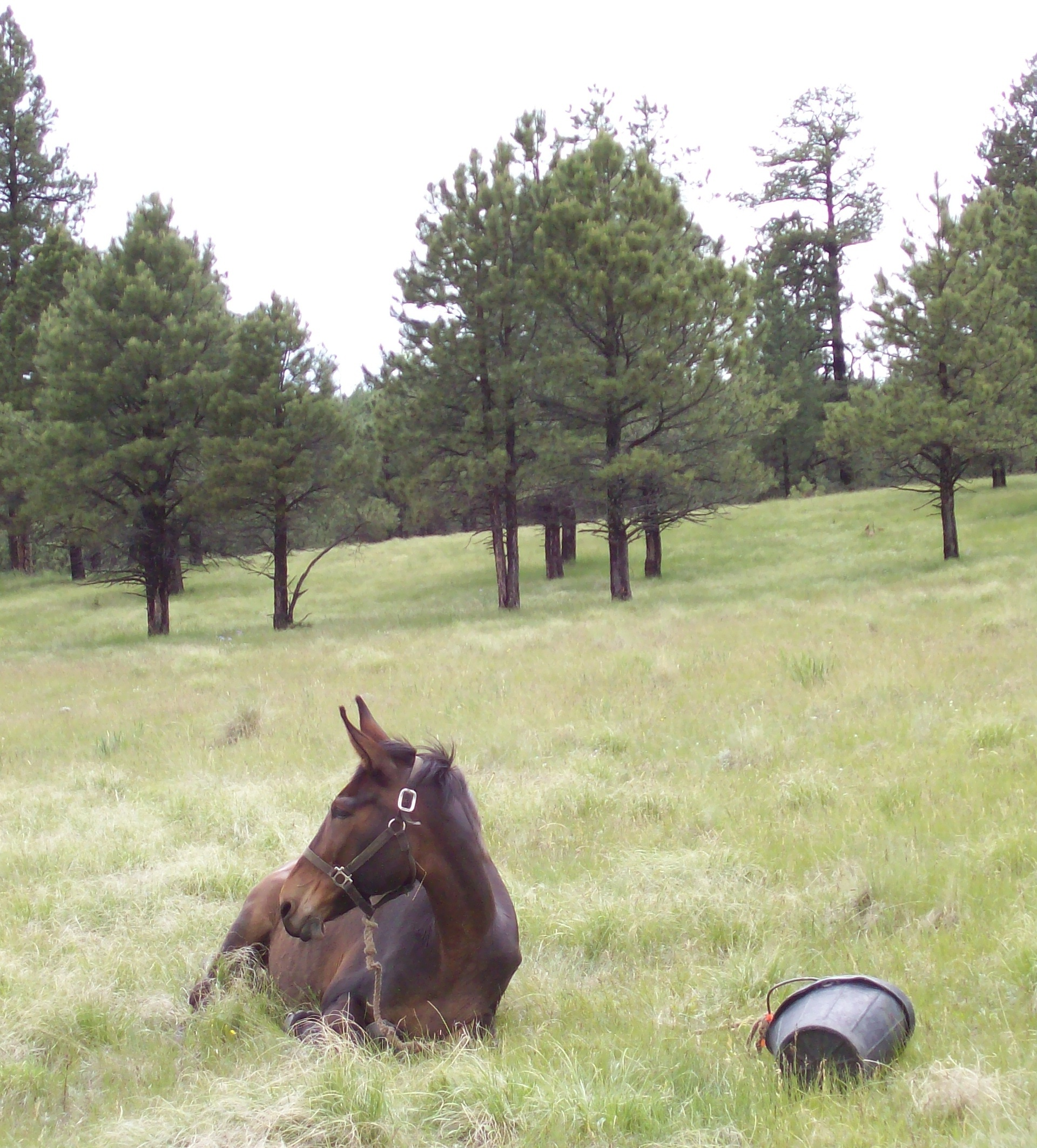
Una mula descansando en Valle Jaramillo durante una carrera de resistencia; los árboles del fondo carecen de ramas inferiores debido al ramoneo.

En la caldera de los Valles tienen lugar una serie de usos lúdicos y/o históricos. Muchos de estos usos involucran senderos. Se encuentran disponibles más de dos docenas de rutas de senderismo y ciclismo oficiales de diferentes longitudes. Se pueden encontrar mapas y descripciones de senderos en «Senderos para caminatas en la Reserva Nacional Caldera de los Valles», de Coco Rae. Caldera de los Valles tiene muchos kilómetros de caminos de rancho, ganado y senderos de caza. Entre ellos hay una red de senderos actualmente designados para montar a caballo. Históricamente, la caldera de los Valles fue un lugar para carreras ecuestres de resistencia. Después del establecimiento de VCNP, la primera carrera en la caldera se llevó a cabo en 2009. El valle de hierba más grande, valle Grande, es un lugar para la orientación de esquí. Las actividades están abiertas al público, aunque algunas requieren reserva. El servicio de atención al cliente y los servicios de conserjería son proporcionados por la Asociación de Interpretación de Tierras Públicas.

## Fauna y ganado
A lo largo de la caldera, los valles de hierba parecen arreglados: hay pocos árboles jóvenes y los árboles maduros carecen de ramas más bajas. Esto se debe al intenso ramoneo de alces y ganado y a los frecuentes incendios de pastos de origen humano y natural que matan las ramas inferiores del abeto de Engelmann, el abeto de Douglas y el pino Ponderosa que pueblan las tierras altas alrededor de los pastizales que dominan los fondos de las calderas. El frío extremo en invierno impide el crecimiento de árboles en el fondo de las calderas. Los pastizales eran perenne nativa ichu mantenida por el fuego frecuente antes de ovejas y ganado de carne. Aunque la hierba parece abundante, es un recurso limitado. Su temporada de crecimiento es corta. A través del programa de pastoreo limitado del VCNP, alimenta a cientos de ganado en el verano y miles más de alces en las estaciones cálidas y en los inviernos de sequía, y durante la mayor parte del año. Su valor nutricional es bajo.

## Películas rodadas en la caldera de los Vallesa

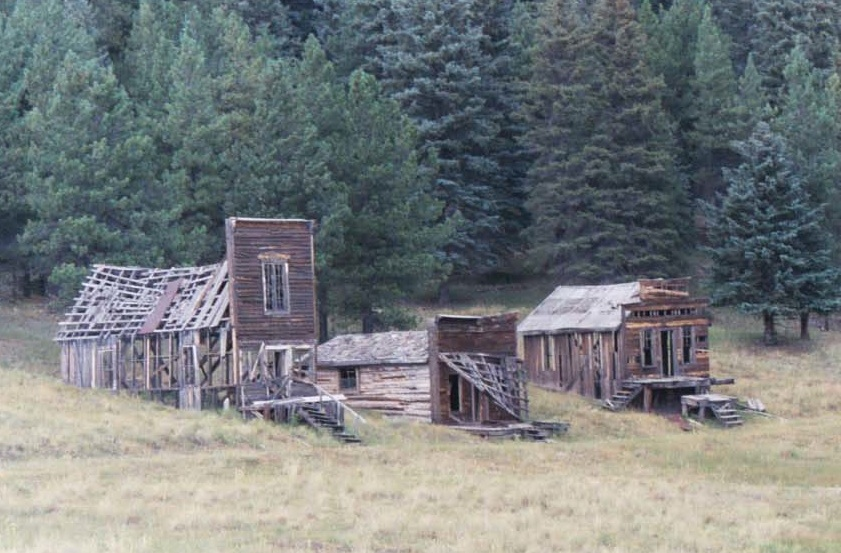
Exterior del decorado de un pueblo, ubicado en el valle Grande

La caldera de los Valles ha proporcionado varios lugares de rodaje, la mayoría para películas del género del Oeste. Entre estas ubicaciones se encuentran algunos decorados exteriores, como la "casa de rancho" desgastada que se puede ver desde la carretera en Valle Grande, y un pequeño "pueblo".
- 1971: Shoot Out
- 1977: Peter Lundy y el semental Medicine Hat (TV)
- 1982: El jugador (TV)
- 1994: Alborotadores
- 1995: Buffalo Girls (TV)
- 1997: Última batalla en Sabre River (TV)
- 2003: El desaparecido
- 2007: Seraphim Falls[29]
- 2010: Kites (película) (película hindú)
- 2013: El llanero solitario
- 2012-2017: Longmire (serie de televisión)[30]